# Aeropuerto de Anahim Lake
El Aeropuerto de Anahim Lake (del inglés: Anahim Lake Airport) (IATA: YAA, FAA LID: CAJ4) está ubicado a 1 MN (1,9 km; 1,2 mi) al noreste de Anahim Lake, Columbia Británica, Canadá.

## Aerolíneas y destinos
- Pacific Coastal Airlines
  - Vancouver / Aeropuerto Internacional de Vancouver
  - Bella Coola / Aeropuerto de Bella Coola